# Liste der Stolpersteine in Prichsenstadt

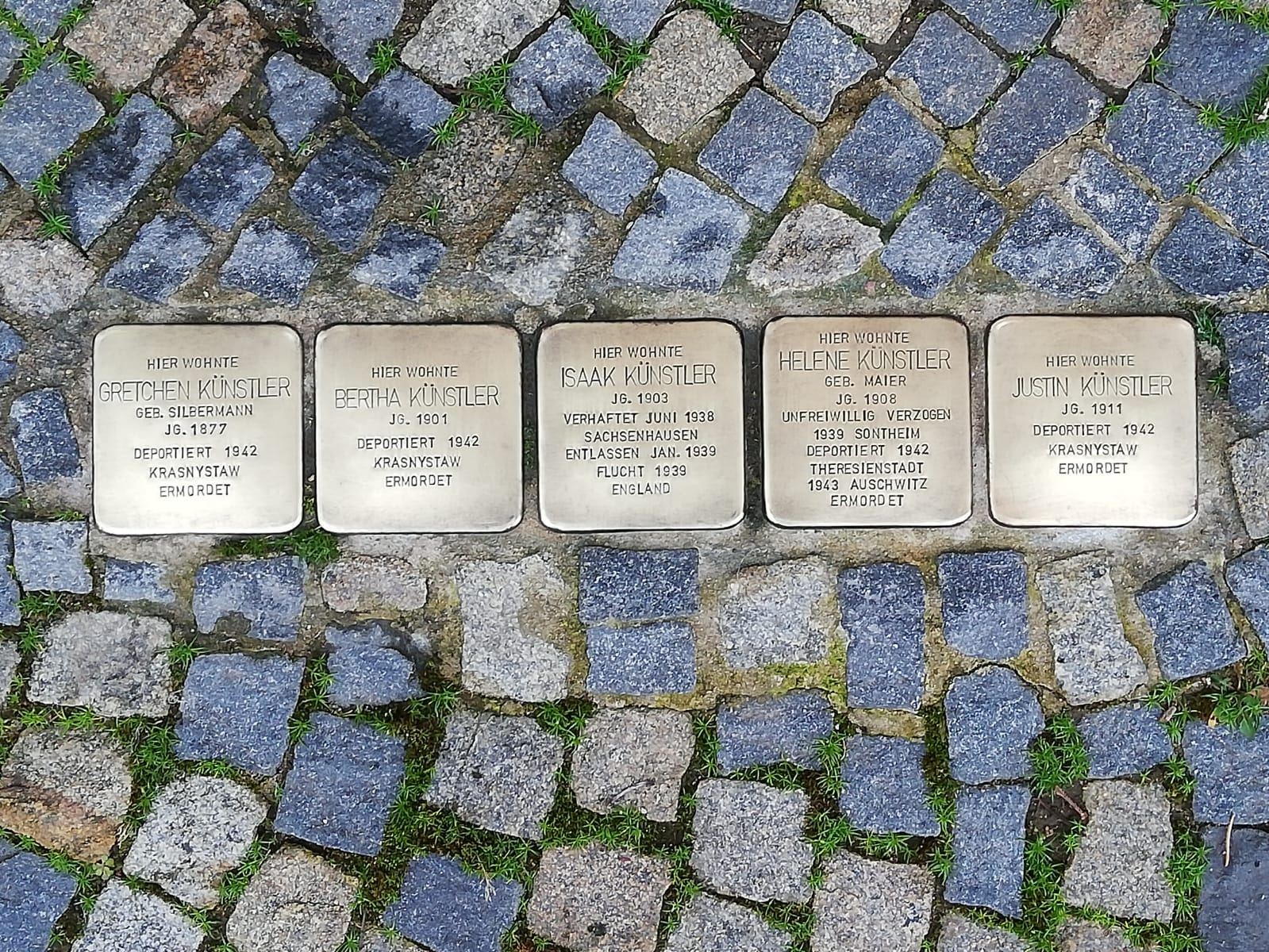
Die Stolpersteine am Karlsplatz 9

In der Liste der Stolpersteine in Prichsenstadt werden die vorhandenen Gedenksteine aufgeführt, die im Rahmen des Projektes Stolpersteine des Künstlers Gunter Demnig bisher in Prichsenstadt verlegt worden sind.
Die ersten Verlegungen in Prichsenstadt erfolgten am 26. Mai 2016.

## Verlegte Stolpersteine
In  Prichsenstadt wurden 19 Stolpersteine an sieben Anschriften verlegt.
| Stolperstein                              | Inschrift | Verlegeort          | Name, Leben |
| ----------------------------------------- | --- | ------------------- | --- |
| Der Stolperstein für Frieda Fleischmann   | HIER WOHNTE FRIEDA FLEISCHMANN GEB. STRAUSS JG. 1895 DEPORTIERT 1942 KRASNYSTAW ERMORDET                                                            | Kirchgasse 9 ·      | Frieda Fleischmann wurde am 8. Juli 1895 in Thüngen als Frieda Strauß geboren. Ihr Vater Nathan Strauß war als Pferdehändler in dem Ort tätig, ihre Mutter Lina, geborene Fleischmann, stammte aus Prichsenstadt. Frieda wuchs bei ihrem Onkel Bernhard Frank und dessen Frau Bertha auf. Zwischen 1902 und 1909 besuchte Frieda die Werktagsschule in Prichsenstadt und zwischen 1909 und 1912 die Sonntagsschule vor Ort. Am 9. Dezember 1920 heiratete sie den Prichsenstädter Max Fleischmann und zog mit ihm in die Kirchgasse 9. Aus der Ehe gingen drei Kinder hervor. Max Fleischmann nahm sich 1934 im KZ Dachau das Leben. Frieda Fleischmann lebte in den folgenden Jahren allein mit ihren Kindern im Haus. Im November 1939 wurde die Familie von den Behörden gezwungen, in den Freihof zu ziehen, der zu einem sogenannten Judenhaus umgewandelt worden war. Erfolglos bemühte sich Frieda um die Auswanderung, lediglich die Tochter Hilde konnte in die USA fliehen. Über Würzburg wurden die verbliebenen jüdischen Bewohner Prichsenstadts am 25. April 1942 ins Ghetto Kraśniczyn deportiert. Niemand überlebte diesen Transport. |
| Der Stolperstein für Hilde Fleischmann    | HIER WOHNTE HILDE FLEISCHMANN JG. 1922 FLUCHT 1941 SPANIEN                                                                                          | Kirchgasse 9 ·      | Hilde Fleischmann, auch Hildegard, wurde am 10. April 1922 in Prichsenstadt geboren. Sie war das erste Kind des Pferde- und Viehhändlers Max Fleischmann und dessen Frau Frieda, geborene Strauß. Zunächst besuchte Hilde die Volksschule in Prichsenstadt, ehe sie 1934 für ein achtes Schuljahr nach Nürnberg wechselte. Anschließend absolvierte sie eine Ausbildung in der Münchner Berufsschule für Hauswirtschaft, die sie in Schweinfurt weiterführte und 1937 abschloss. In der Folgezeit wechselte sie häufig den Wohnort, war in Kitzingen und später Nürnberg gemeldet. 1941 lebte sie wieder in Prichsenstadt und bemühte sich von hier aus um ihre Auswanderung. Über die Vermittlung des bereits in den Vereinigten Staaten lebenden Onkels Lulu Fleischmann gelang ihr im September 1941 die Ausreise. Zunächst blieb Hilde Fleischmann in Spanien und heiratete hier wohl auch. Erst 1956 zog sie in die USA. In New York heiratete sie den aus Magdeburg stammenden Hans-Joachim „Harry“ Schul. In den 1970er Jahren besuchte Hilde Schul ihren Geburtsort Prichsenstadt und ließ auf dem jüdischen Friedhof Gerolzhofen einen Grabstein für ihre verstorbenen Eltern setzen. Hilde Schul starb am 2. April 2005 in New York.                                                           |
| Der Stolperstein für Inge Fleischmann     | HIER WOHNTE INGE FLEISCHMANN JG. 1924 DEPORTIERT 1942 KRASNYSTAW ERMORDET                                                                           | Kirchgasse 9 ·      | Inge Fleischmann, auch Ingeborg, wurde als zweite Tochter des Ehepaars Max und Frieda Fleischmann am 26. November 1924 in Prichsenstadt geboren. Ab 1931 besuchte sie wahrscheinlich die Volksschule in Prichsenstadt. Ab September 1941 durfte Fleischmann die Berufsschule in Würzburg besuchen. Im Februar 1942 zog Inge nach Nürnberg. Nach der Deportation der Pensionswirtin kehrte sie 1942 nach Prichsenstadt zurück. Am 25. April 1942 brachte ein Zug von Würzburg aus die Mitglieder der Familie Fleischmann ins Ghetto Kraśniczyn, wo alle ermordet wurden. |
| Stolperstein für Max Fleischmann          | HIER WOHNTE MAX FLEISCHMANN JG. 1892 'SCHUTZHAFT' FEB. 1934 DACHAU HISSHANDELT / GEFOLTERT FLUCHT IN DEN TOD 9.3.1934                               | Kirchgasse 9 ·      | Max Fleischmann wurde am 26. Juni 1892 in Prichsenstadt geboren. Er war Pferde- und Viehhändler und verheiratet mit Frieda, geborene Strauss. Das Paar hatte drei Kinder, Hilde, Inge und Trude. Im Februar 1934 kam er in sogenannte „Schutzhaft“. Ab dem 27. Februar 1934 war er im KZ Dachau inhaftiert. Dort wurde er gefoltert. Am 9. März 1934 nahm sich Max Fleischmann das Leben. Seine Frau Frieda Fleischmann und seine Töchter Inge und Trude wurden 1942 im Ghetto Kraśniczyn ermordet. Seine Tochter Hilde konnte nach Spanien flüchten und überlebte, sie zog später in die USA. Der Bücherschrank der Familie wurde nach der Deportation der Familie vom damaligen Bürgermeister der Stadt ersteigert. Er steht noch immer im Rathaus der Stadt, im Trausaal. |
| Der Stolperstein für Trude Fleischmann    | HIER WOHNTE TRUDE FLEISCHMANN JG. 1927 DEPORTIERT 1942 KRASNYSTAW ERMORDET                                                                          | Kirchgasse 9 ·      | Trude Fleischmann wurde am 21. Dezember 1927 in Prichsenstadt geboren. Ihre Eltern waren der Pferde- und Viehhändler Max Fleischmann und dessen Frau Frieda. Sie hatte zwei ältere Schwestern, Hilde und Inge. Ihr Vater wählte 1934 den Freitod, nachdem er ins KZ Dachau deportiert worden war. Am 25. April 1943 wurde Fleischmann zusammen mit ihrer Mutter und ihrer Schwester Inge von Würzburg aus ins Ghetto Kraśniczyn deportiert. Trude Fleischmann, ihre Mutter und ihre Schwester Inge haben die Shoah nicht überlebt. Ihrer Schwester Hilde gelang die Flucht nach Spanien, sie überlebte. |
| Der Stolperstein für Bernhard Frank       | HIER WOHNTE BERNHARD FRANK JG. 1865 DEPORTIERT 1942 THERESIENSTADT ERMORDET 24.12.1942                                                              | Freihofgasse 3 ·    | Bernhard Frank wurde am 2. August 1865 in Prichsenstadt geboren. Sein Vater Baruch Frank war Viehhändler in Prichsenstadt. 1887 erwarb Frank von seinen späteren Schwiegereltern Jakob und Fanny Fleischmann den Freihof. Im April 1890 heiratete Bernhard Frank die Tochter des kurz zuvor verstorbenen Ehepaars. Die Ehe blieb kinderlos, allerdings lebte eine Nichte der Ehefrau Bertha lange Zeit mit im Freihof. Bernhard Frank betrieb in den Räumlichkeiten eine Viehhandlung, die allerdings 1938 aufgelöst werden musste. Zeit seines Lebens engagierte sich Frank in den örtlichen Vereinen und wurde auch zwischen 1919 und 1932 zweimal in den Prichsenstädter Stadtrat gewählt. Ab 1938 stand er der Israelitischen Kultusgemeinde Prichsenstadt vor. Am 18. September 1942 wurde das Ehepaar Frank zusammen mit Pauline Künstler nach Schweinfurt, anschließend nach Würzburg gebracht. Von hier aus deportierte man sie ins KZ Theresienstadt, wo Frank am 24. Dezember 1942 starb. Bereits zuvor war der Hausrat, die Möbel und die Wäsche des Ehepaars im Freihof versteigert worden. Der Gewinn floss in die Prichsenstädter Gemeindekasse. |
| Der Stolperstein für Bertha Frank         | HIER WOHNTE BERTHA FRANK GEB. FLEISCHMANN JG. 1870 DEPORTIERT 1942 THERESIENSTADT ERMORDET 19.1.1943                                                | Freihofgasse 3 ·    | Bertha Frank wurde am 4. Dezember 1870 als Bertha Fleischmann in Prichsenstadt geboren. Nach dem frühen Tod ihrer Eltern Jakob und Fanny, geborene Kahn, heiratete Bertha 1890 den Viehhändler Bernhard Frank. Die junge Frau zog auch ihre vier jüngeren Geschwister groß. Das Ehepaar Frank nahm später Berthas Nichte Frieda Strauß mit in ihrem Haus auf. Im September 1942 wurde Bertha Frank ins KZ Theresienstadt deportiert. Sie überlebte ihren Mann um etwa vier Wochen. Ein Totenschein, ausgestellt auf den 19. Januar 1943, gab Marasmus als Todesursache aus. |
| Der Stolperstein für Bertha Künstler      | HIER WOHNTE BERTHA KÜNSTLER JG. 1901 DEPORTIERT 1942 KRASNYSTAW ERMORDET                                                                            | Karlsplatz 9 ·      | Bertha Künstler (auch Berta Künstler) wurde am 22. Oktober 1901 als erstes Kind von Wolfgang und Gretchen Künstler in Prichsenstadt geboren. Sie besuchte die Prichsenstädter Volksschule. Unklar ist, ob Künstler anschließend eine Berufsausbildung absolvierte. Die meiste Zeit half sie wahrscheinlich in der elterlichen Metzgerei. Auf Anordnung des Arbeitsamtes Kitzingen wurde Künstler im Februar 1942 ein Arbeitsplatz bei einem Textilunternehmen in Großlangheim zugewiesen. Bereits am 22. April 1942 wurde sie zusammen mit ihrer Mutter und dem Bruder Justin nach Würzburg gebracht, von wo aus sie am 25. April ins Ghetto Kraśniczyn transportiert wurden. Wahrscheinlich wurde Bertha Künstler bereits kurz nach der Ankunft im Ghetto ermordet oder in ein Vernichtungslager überführt. |
| Der Stolperstein für Gretchen Künstler    | HIER WOHNTE GRETCHEN KÜNSTLER GEB. SILBERMANN JG. 1877 DEPORTIERT 1942 KRASNYSTAW ERMORDET                                                          | Karlsplatz 9 ·      | Gretchen Künstler wurde am 30. Januar 1877 in Trabelsdorf als erstes Kind des Händlers Joseph Silbermann und seiner Frau Rosa geboren. Gretchen wuchs mit insgesamt sechs Geschwistern auf, von den sieben Kindern des Ehepaares Silbermann überlebten nur zwei den Zweiten Weltkrieg. Gretchen heiratete im Jahr 1900 den Prichsenstädter Metzger Wolfgang Künstler und zog zu ihm nach Prichsenstadt. Aus der Ehe gingen drei Kinder hervor. Nach dem frühen Tod des Mannes im Jahr 1934 musste Gretchen die Metzgerei aufgeben und bestritt ihren Lebensunterhalt aus der kleinen Landwirtschaft, die mit dem Grundstück verbunden war. Im Jahr 1939 musste Gretchen Künstler ihr Haus an die Bayerische Bauernsiedlung GmbH verkaufen und zog anschließend in das Haus Nr. 20 (heutige Schulinstraße 9), später lebte sie mit ihren Kindern im Freihof beim Ehepaar Frank. Im April 1942 wurden die verbliebenen Juden aus Prichsenstadt zunächst nach Würzburg verlegt, ehe sie am 25. April ins Ghetto Kraśniczyn deportiert wurden. Dort starb Gretchen Künstler spätestens am 6. Juni 1942. |
| Der Stolperstein für Helene Künstler      | HIER WOHNTE HELENE KÜNSTLER GEB. MAIER JG. 1908 UNFREIWILLIG VERZOGEN 1939 SONTHEIM DEPORTIERT 1942 THERESIENSTADT 1943 AUSCHWITZ ERMORDET          | Karlsplatz 9 ·      | Helene Künstler wurde am 7. April 1908 in Horkheim als Helene Maier geboren. Helene zog bereits im Jahr 1936 nach Heilbronn, wo sie als Hausangestellte arbeitete. Am 3. Februar 1938 heiratete sie den Metzger Isaak Künstler und zog mit ihm nach Prichsenstadt. Nachdem der Ehemann bereits früh mit den nationalsozialistischen Behörden in Konflikt geraten war, wanderte Isaak Künstler 1939 nach England aus. Helene Künstler blieb zunächst in Prichsenstadt, zog aber, wohl nicht freiwillig, am 29. Dezember 1939 nach Sontheim, wo ihre ältere Schwester wohnte. Hier arbeitete sie zunächst wieder als Hausangestellte, ehe sie nach der Auflösung des jüdischen Altersheims 1940 in ihr Elternhaus zurückkehrte. Zusammen mit ihrer Schwester Johanna Maier wurde Helene Künstler am 22. August 1942 nach Theresienstadt deportiert. Am 29. Januar 1943 gelangten sie schließlich in das Vernichtungslager Auschwitz-Birkenau, wo beide ermordet wurden. |
| Der Stolperstein für Isaak Künstler       | HIER WOHNTE ISAAK KÜNSTLER JG. 1903 VERHAFTET JUNI 1938 SACHSENHAUSEN ENTLASSEN JAN. 1939 FLUCHT 1939 ENGLAND                                       | Karlsplatz 9 ·      | Isaak Künstler (Spitzname Isi) wurde am 12. September 1903 als zweites Kind des Ehepaares Gretchen und Wolfgang Künstler in Prichsenstadt geboren. Isaak absolvierte, nach dem Besuch der örtlichen Volksschule, eine Ausbildung zum Metzger im väterlichen Betrieb. Bereits 1933 geriet Isaak Künstler in Konflikt mit den nationalsozialistischen Behörden. Wegen einer angeblich vorgenommenen Schächtung verbrachte er von März bis Juni einige Monate im Amtsgerichtsgefängnis Gerolzhofen. 1938 heiratete Künstler Helene Maier aus dem badischen Horkheim. Im Juni 1938 wurde er aus unbekannten Gründen verhaftet und in das KZ Oranienburg-Sachsenhausen gebracht. Nach seiner Entlassung Anfang 1939 bemühte sich Isaak Künstler um seine Emigration. Im Juli 1939 wanderte er nach England aus und zog später nach Sydney. Nach dem Krieg bemühte sich Künstler vergeblich, seine Frau Helene wiederzufinden. Isaak Künstler starb am 10. Juni 1981 im australischen Randwick. |
| Der Stolperstein für Justin Künstler      | HIER WOHNTE JUSTIN KÜNSTLER JG. 1911 DEPORTIERT 1942 KRASNYSTAW ERMORDET                                                                            | Karlsplatz 9 ·      | Justin Künstler wurde am 15. Juli 1911 als jüngster Sohn des Ehepaares Wolfgang und Gretchen Künstler in Prichsenstadt geboren. Zunächst besuchte er in seiner Geburtsstadt die Volksschule, ehe er seinen Abschluss in einer Fortbildungsschule machte. Danach begann er im elterlichen Betrieb eine Ausbildung zum Metzger. Zwischen 1934 und 1935 arbeitete Justin als Geselle in einer Nürnberger Metzgerei. 1936 kehrte Justin, nach dem Tod des Vaters, nach Prichsenstadt zurück und half der Mutter beim Betrieb der Landwirtschaft. Gleichzeitig begann er ab 1938 auch mehrere andere landwirtschaftliche Betriebe mit zu unterhalten. Im Zuge der Ausschreitungen während der Reichspogromnacht wurde Justin Künstler am 10. November 1938 ins Amtsgerichtsgefängnis in Gerolzhofen gebracht, wo er bis zum 26. November festgehalten wurde. Justin Künstler lebte 1942 noch im elterlichen Haus und wurde zusammen mit seiner Mutter und seiner Schwester über Würzburg ins Ghetto Kraśniczyn gebracht, wo er spätestens am 6. Juni 1942 ermordet wurde. |
| Der Stolperstein für Pauline Künstler     | HIER WOHNTE PAULINE KÜNSTLER JG. 1870 DEPORTIERT 1942 THERESIENSTADT ERMORDET14.3.1943                                                              | Karlsplatz 14 ·     | Pauline Künstler wurde am 14. Oktober 1870 in Prichsenstadt geboren. Sie lebte unverheiratet mit ihrer Schwester Sophie zusammen, bis diese 1929 starb. Künstler wurde im September 1942 über Schweinfurt und Würzburg nach Theresienstadt deportiert, wo sie am 18. September 1943 starb. |
| Der Stolperstein für Martha Löwenberger   | HIER WOHNTE MARTHA LÖWENBERGER GEB. SCHÜLEIN JG. 1884 DEPORTIERT 1942 KRASNYSTAW ERMORDET                                                           | Luitpoldstraße 17 · | Martha Löwenberger (auch Marta Löwenberger) wurde am 25. März 1884 in Oettingen geboren. Sie war die Ehefrau des Isaak Löwenberger, der 1914 im Ersten Weltkrieg fiel. Als Witwe wohnte sie mit ihren Söhnen Ludwig und Justin in Prichsenstadt. Beide Söhne verließen den Ort vor 1933. Löwenberger plante bereits ihre Ausreise und war auf einer Warteliste eingetragen. Im April 1942 wurde sie über Würzburg nach Izbica deportiert, wo sie am 22. April 1942 starb. |
| Der Stolperstein für Anna Dorothea Maurer | HIER WOHNTE ANNA DOROTHEA MAURER JG. 1892 EINGEWIESEN 1916 HEILANSTALT WERNECK 'VERLEGT' 6.10.1940 PIRNA-SONNENSTEIN ERMORDET 6.10.1940 'AKTION T4' | Schulinstraße 7 ·   | Anna Dorothea Maurer wurde am 21. August 1892 in Prichsenstadt geboren. Nach der Volksschule ging sie wohl als Dienstmädchen nach Würzburg. Aus unbekannten Gründen wurde sie am 6. April 1916 in die Heilanstalt Werneck eingewiesen. 1927 zunächst entlassen, kam sie am 9. Januar 1928 erneut in die Heilanstalt. Die Anstalt in Werneck wurde im Jahr 1940 aufgelöst und Maurer kam in die Tötungsanstalt Pirna-Sonnenstein, wo sie noch am Tag ihrer Einlieferung ermordet wurde. |
| Der Stolperstein für Grete Reich          | HIER WOHNTE GRETE REICH GEB. SCHÖNWALTER JG. 1895 DEPORTIERT 1940 GURS INTERNIERT DRANCY 1942 AUSCHWITZ ERMORDET                                    | Luitpoldstraße 12 · | Grete Reich, geborene Schönwalter, wurde am 20. Juli 1895 in Berolzheim geboren. Sie war verheiratet mit dem Viehhändler Max Reich, das Paar hatte zwei Kinder, Käthe (geboren 1921) und Willy (geboren 1922). Ihr Mann nahm sich 1937 auf Grund des psychischen Drucks durch die Nazis das Leben. 1939 zog sie von Prichsenstadt nach Karlsruhe und lebte dort in der Nowackanlage, wahrscheinlich bei ihrem Sohn, der seit 1938 hier lebte. Am 22. Oktober 1940 wurde Reich von Baden aus nach Gurs deportiert, von dort wurde sie in das Sammellager Drancy überstellt. Am 10. August 1942 wurde sie in das Vernichtungslager Auschwitz deportiert. Grete Reich hat die Shoah nicht überlebt. Ihrer Tochter Käthe gelang die Flucht nach England, ihr Sohn Willy wurde im Mai 1945 im KZ Dachau ermordet. |
| Der Stolperstein für Käthe Reich          | HIER WOHNTE KÄTHE REICH JG. 1921 FLUCHT 1939 ENGLAND                                                                                                | Luitpoldstraße 12 · | Käthe Reich wurde 1921 als Tochter von Max Reich und Grete geb. Schönwalter in Prichsenstadt geboren. Sie hatte einen Bruder, Willy, geboren 1922. Ihr Vater nahm sich 1937 aufgrund des großen psychischen Drucks, den die Nationalsozialisten ausübten, das Leben. Käthe Reich emigrierte 1939 nach Großbritannien und überlebte als einziges Familienmitglied. Sie starb 2011 im Alter von 90 Jahren in New York. Ihre Mutter wurde 1942 in das KZ Auschwitz deportiert und dort ermordet. Ihr Bruder wurde 1943 nach Auschwitz verschleppt und musste Zwangsarbeit verrichten. Er kam im Februar 1945 in das Konzentrationslager Dachau und wurde im Außenlager Ampfing ermordet. |
| Der Stolperstein für Max Reich            | HIER WOHNTE MAX REICH JG. 1884 GEDMÜTIGT / ENTRECHTET FLUCHT IN DEN TOD 14.4.1937                                                                   | Luitpoldstraße 12 · | Max Reich wurde 1884 geboren. Er war Viehhändler und heiratete Grete Schönwalder. Das Paar hatte zwei Kinder: Käthe (geboren 1921) und Willy (geboren 1922). Max Reich nahm sich am 14. April 1937 auf Grund des psychischen Drucks des NS-Regimes durch unter anderem Entrechtung und Demütigungen, das Leben. Seine Frau wurde in Auschwitz ermordet, sein Sohn in Dachau, seine Tochter konnte nach England emigrieren und dort überleben. |
| Der Stolperstein für Willy Reich          | HIER WOHNTE WILLY REICH JG. 1922 DEPORTIERT 1943 AUSCHWITZ 1945 DACHAU ERMORDET 25.2.1945 AUSSENLAGER AMPFING                                       | Luitpoldstraße 12 · | Willy Reich wurde am 12. September 1922 in Prichsenstadt geboren. Seine Eltern waren der Viehhändler Max Reich und dessen Frau Grete, geborene Schönwalter. Sein Vater beging im Juli 1937 auf Grund des psychischen Druckes durch die Nationalsozialisten Selbstmord, kurze Zeit später zog Willy Reich nach München. Im Dezember 1938 zog er nach Karlsruhe in die Nowackanlage 13. Zu diesem Zeitpunkt war er Schlosserlehrling. Seine Mutter zog 1939 ebenfalls in die Nowackanlage, höchstwahrscheinlich zu ihm. Reich plante eine Emigration, beantragte 1939 einen Reisepass für die USA und machte eine Hachschara im Landwerk Neuendorf, wo er sich zum Maschinenbauer ausbilden ließ. Die Emigration gelang ihm nicht, am 19. April 1943 wurde er von Berlin mit dem 37. Berliner Transport nach Auschwitz deportiert. Im Januar 1945 wurde das Lager Auschwitz „evakuiert“, größtenteils durch Todesmärsche von KZ-Häftlingen#Todesmärsche. Zuerst wurde er ins KZ Dachau überstellt, von dort in eines der Außenlager, das Mühldorf-Waldlager V. Willy Reich verlor sein Leben auf einem weiteren Todesmarsch am 25. Februar 1945 bei Ampfing. Seine Mutter wurde bereits 1940 deportiert und 1942 in Auschwitz ermordet. Seiner Schwester gelang die Flucht nach England, wo sie überlebte. |

## Verlegedaten
Die folgenden Verlegungen wurden vom Künstler persönlich vorgenommen:
- 26. Mai 2016: Karlsplatz 14, Luitpoldstraße 17
- 9. Oktober 2016: Karlsplatz 9
- 5. Mai 2017: Freihofgasse 3, Kirchgasse 9
- 10. März 2020: Luitpoldstraße 12

Weiters wurde am 27. September 2020 der einzige Stolperstein vor dem Haus Schulinstraße 7 verlegt.